# Rutilia agalmiodes
Rutilia agalmiodes là một loài ruồi trong họ Tachinidae.